# Shigeki Fujiwara
Shigeki Fujiwara (藤原 茂樹) est un créateur et producteur japonais de jeu vidéo depuis 1980. 

## Biographie
Fujiwara a travaillé avec plusieurs sociétés dont Interplay Entertainment, Konami Digital Entertainment et Hudson Soft. Fujiwara a commencé sa carrière en travaillant sur les séries  Cresta  et Bomberman .

## Ludographie
- Crazy Climber. 1980, un des tout premier jeu de plateforme.
- La série Cresta 1980
- Galivan. 1985
- Mag Max. 1985
- La série Bomberman  1983
- Terra Force  .1987
- Neutopia II. 1991
- Ys IV: The Dawn of Ys. 1993
- DoReMi Fantasy. 1996